# Neto Murara
Norberto Neto Murara (Araxá, Minas Gerais, 19 de julio de 1989), conocido simplemente como Neto, es un futbolista brasileño que también posee la nacionalidad italiana. Juega de guardameta en el Botafogo del Campeonato Brasileño de Serie A.

## Trayectoria
Se instaló como primera elección de portero del Atlético Paranaense en el Campeonato Brasileño de Fútbol 2010. Después de ser expulsado en el primer partido de la campaña y cumplir una suspensión de dos partidos, regresó y comenzó cada juego para el club hasta octubre, cuando se vio obligado a perderse varios partidos después de haber sido convocado para la selección nacional de Brasil.
Llegó a un acuerdo para jugar por el club italiano Fiorentina el 5 de enero de 2011, la firma del contrato fue el 8 de enero. Neto hizo su debut en competición con la Fiorentina en la cuarta ronda de la Copa Italia 2011-12 el 24 de noviembre de 2011 contra el rival local Empoli, al que vencieron por 2-1. En 2015 firmó un contrato con la Juventus de Turín por cuatro años. El 7 de julio de 2017 fue fichado por el Valencia Club de Fútbol con un contrato por las próximas cuatro temporadas.
Debutó en la Liga española en la temporada 2017-18 con el Valencia C. F., cumpliendo destacadas actuaciones, que llevaron a su equipo a clasificarse para jugar la Liga de Campeones. En la temporada 2018-19 continuó siendo el portero titular del equipo valencianista.
El 27 de junio de 2019 el Fútbol Club Barcelona hizo oficial su incorporación para las siguientes cuatro temporadas a cambio de 26 millones de euros más 9 en variables. Completó tres de ellas antes de marcharse en agosto de 2022 al AFC Bournemouth a coste cero.
Después de medio año en Bournemouth fue nombrado capitán y a finales de marzo renovó su contrato hasta 2026. Jugó 63 partidos y en agosto de 2024 fue cedido al Arsenal F. C. una temporada.
El 8 de agosto de 2025 se confirmó su regreso a Brasil después de firmar por Botafogo hasta junio de 2027.

## Selección nacional
Fue llamado para representar a Brasil con la selección nacional sub-23 en los Juegos Olímpicos de Londres 2012, obteniendo la medalla de plata.

### Participaciones en Copa América
| Copa              | Sede  | Resultado        |
| ----------------- | ----- | ---------------- |
| Copa América 2015 | Chile | Cuartos de final |

## Estadísticas
- Actualizado el 29 de enero de 2025.[11][12][13]

| Club                         | Div.          | Temporada     | Liga  | Liga  | Copas nacionales | Copas nacionales | Copas internacionales | Copas internacionales | Total | Total |
| Club                         | Div.          | Temporada     | Part. | Goles | Part.            | Goles            | Part.                 | Goles                 | Part. | Goles |
| ---------------------------- | ------------- | ------------- | ----- | ----- | ---------------- | ---------------- | --------------------- | --------------------- | ----- | ----- |
| Atlético Paranaense · Brasil | 1.ª           | 2009          | 2     | 0     | 0                | 0                | 0                     | 0                     | 2     | 0     |
| Atlético Paranaense · Brasil | 1.ª           | 2010          | 34    | 0     | 6                | 0                | ―                     | ―                     | 40    | 0     |
| Atlético Paranaense · Brasil | Total club    | Total club    | 36    | 0     | 6                | 0                | 0                     | 0                     | 42    | 0     |
| ACF Fiorentina · Italia      | 1.ª           | 2010-11       | 0     | 0     | 0                | 0                | ―                     | ―                     | 0     | 0     |
| ACF Fiorentina · Italia      | 1.ª           | 2011-12       | 2     | 0     | 2                | 0                | ―                     | ―                     | 4     | 0     |
| ACF Fiorentina · Italia      | 1.ª           | 2012-13       | 6     | 0     | 4                | 0                | ―                     | ―                     | 10    | 0     |
| ACF Fiorentina · Italia      | 1.ª           | 2013-14       | 35    | 0     | 5                | 0                | 9                     | 0                     | 49    | 0     |
| ACF Fiorentina · Italia      | 1.ª           | 2014-15       | 29    | 0     | 2                | 0                | 7                     | 0                     | 38    | 0     |
| ACF Fiorentina · Italia      | Total club    | Total club    | 72    | 0     | 13               | 0                | 16                    | 0                     | 101   | 0     |
| Juventus F. C. · Italia      | 1.ª           | 2015-16       | 3     | 0     | 5                | 0                | 0                     | 0                     | 8     | 0     |
| Juventus F. C. · Italia      | 1.ª           | 2016-17       | 8     | 0     | 5                | 0                | 1                     | 0                     | 14    | 0     |
| Juventus F. C. · Italia      | Total club    | Total club    | 11    | 0     | 10               | 0                | 1                     | 0                     | 22    | 0     |
| Valencia C. F. · España      | 1.ª           | 2017-18       | 33    | 0     | 0                | 0                | ―                     | ―                     | 33    | 0     |
| Valencia C. F. · España      | 1.ª           | 2018-19       | 34    | 0     | 0                | 0                | 13                    | 0                     | 47    | 0     |
| Valencia C. F. · España      | Total club    | Total club    | 67    | 0     | 0                | 0                | 13                    | 0                     | 80    | 0     |
| F. C. Barcelona · España     | 1.ª           | 2019-20       | 2     | 0     | 2                | 0                | 1                     | 0                     | 5     | 0     |
| F. C. Barcelona · España     | 1.ª           | 2020-21       | 7     | 0     | 2                | 0                | 3                     | 0                     | 12    | 0     |
| F. C. Barcelona · España     | 1.ª           | 2021-22       | 3     | 0     | 1                | 0                | 0                     | 0                     | 4     | 0     |
| F. C. Barcelona · España     | Total club    | Total club    | 12    | 0     | 5                | 0                | 4                     | 0                     | 21    | 0     |
| AFC Bournemouth Inglaterra   | 1.ª           | 2022-23       | 27    | 0     | 1                | 0                | ―                     | ―                     | 28    | 0     |
| AFC Bournemouth Inglaterra   | 1.ª           | 2023-24       | 32    | 0     | 0                | 0                | ―                     | ―                     | 32    | 0     |
| AFC Bournemouth Inglaterra   | 1.ª           | 2024-25       | 2     | 0     | 1                | 0                | ―                     | ―                     | 3     | 0     |
| AFC Bournemouth Inglaterra   | Total club    | Total club    | 61    | 0     | 2                | 0                | 0                     | 0                     | 63    | 0     |
| Arsenal F. C. Inglaterra     | 1.ª           | 2024-25       | 0     | 0     | 0                | 0                | 1                     | 0                     | 1     | 0     |
| Arsenal F. C. Inglaterra     | Total club    | Total club    | 0     | 0     | 0                | 0                | 1                     | 0                     | 1     | 0     |
| Botafogo · Brasil            | 1.ª           | 2025          | 0     | 0     | 0                | 0                | 0                     | 0                     | 0     | 0     |
| Botafogo · Brasil            | Total club    | Total club    | 0     | 0     | 0                | 0                | 0                     | 0                     | 0     | 0     |
| Total carrera                | Total carrera | Total carrera | 259   | 0     | 36               | 0                | 35                    | 0                     | 330   | 0     |
| 1. 2. 3.                     |               |               |       |       |                  |                  |                       |                       |       |       |

## Palmarés

### Campeonatos regionales
| Título                | Club                 | Región | Año  |
| --------------------- | -------------------- | ------ | ---- |
| Campeonato Paranaense | Athletico Paranaense | Paraná | 2009 |

### Campeonatos nacionales
| Título              | Club            | País   | Año     |
| ------------------- | --------------- | ------ | ------- |
| Supercopa de Italia | Juventus F. C.  | Italia | 2015    |
| Serie A             | Juventus F. C.  | Italia | 2015-16 |
| Copa Italia         | Juventus F. C.  | Italia | 2015-16 |
| Copa Italia         | Juventus F. C.  | Italia | 2016-17 |
| Serie A             | Juventus F. C.  | Italia | 2016-17 |
| Copa del Rey        | Valencia C. F.  | España | 2018-19 |
| Copa del Rey        | F. C. Barcelona | España | 2020-21 |

### Campeonatos internacionales
| Título        | Equipo (*)          | Sede    | Año  |
| ------------- | ------------------- | ------- | ---- |
| Plata JJ. OO. | Selección de Brasil | Londres | 2012 |

(*) Incluyendo la selección.